# Magnesioriebeckita
La magnesioriebeckita és un mineral de la classe dels silicats, que pertany al grup de la riebeckita. Dins del grup del nom arrel riebeckita es classifica com a mineral amb Mg>Fe2+ en la posició C2 i OH en la posició W. La varietat asbestiforme de la magnesioriebekita pot generar malalties pulmonars quan és inhalada, tal com passa amb altres espècies minerals.

## Característiques
La magnesioriebeckita és un silicat de fórmula química ◻{Na₂}{Mg₃Fe₂3+}(Si₈O22)(OH)₂. Cristal·litza en el sistema monoclínic. La seva duresa a l'escala de Mohs és 5 a 5,5.
Segons la classificació de Nickel-Strunz, la magnesioriebeckita forma part del grup 9.DE.25 (Silicats inosilicats amb dues cadenes periòdiques, Si₄O11; clinoamfíbols).

## Formació i jaciments
El mineral ha estat descrit a Europa, Àsia, Nord-amèrica i Oceania.